# Pajunen (ö)
Pajunen är en liten ö i Finland. Den ligger i sjön Päijänne och i kommunen Jämsä i den ekonomiska regionen Jämsä och landskapet Mellersta Finland, i den södra delen av landet, 190 km norr om huvudstaden Helsingfors. Öns area är 1,3 hektar och dess största längd är 230 meter i nord-sydlig riktning.